# Пам'ятник князю Святославу (Маріуполь)
Пам'ятник князю Святославу — пам'ятник великому князю Святославу Хороброму у Маріуполі. Встановлений на місці поваленого в 2014-му пам'ятника Леніну на площі Свободи.

## Історія
Витвір реалізовано скульптором Олександром Канібором (старшим) за проектом його сина — Олександром Канібором (молодшого), добровольця полку «Азов».
Ініціаторами та організаторами встановлення стали "полк «Азов» та створений ветеранами полку Цивільний Корпус «Азов».
Відкриття монументу відбулося 20 грудня 2015 року. Відкриттю передував «Марш Хоробрих» — урочиста хода центром міста більш ніж тисячі патріотично налаштованих мешканців Маріуполя.
Офіційного дозволу на встановлення монумента Маріупольська міська рада так і не дала.
Восени 2019 року почалась реконструкція площі у зв'язку з чим пам'ятник був демонтований і перенесений на полігон полку «Азов».